# Leo V
Leo V é uma galáxia anã esferoidal localizada na constelação na Leo que foi descoberto no ano de 2006, através dos dados obtidos pelo Sloan Digital Sky Survey. A galáxia está localizada a uma distância de cerca de 180 kpc do Sol e se afasta da nossa estrela a uma velocidade de cerca de 173 km/s. É classificada como uma galáxia anã esferoidal (dSph) o que significa que ela tem uma forma aproximadamente arredonda com o raio de meia-luz de cerca de 130 pc.